# گوسفسکا (جمهوری آلتای)
گوسفسکا (به لاتین: Gusevka) یک منطقهٔ مسکونی در روسیه است که در جمهوری آلتای واقع شده‌است.